# Дирижаблі класу R 33
Дирижаблі класу R 33 — британські жорсткі дирижаблі часів Першої світової війни та міжвоєнного періоду. Дирижаблі були побудовані для Королівської військово-морської служби. Але, побудувати всі повітроплавні кораблі до закінчення бойових дій так і не вдалося. У 1919 році дирижабль R 34 здійснив перший трансатлантичний рейс: корабель вилетів із Східного Лотіана, Шотландія, приземлився на Лонг-Айленді, Нью-Йорк, а потім повернувся в Пулхем, Англія.
Головне судно, R.33, успішно служило протягом десяти років і пережило один з найбільш тривожних і героїчних подій в історії дирижаблів, коли в шторм воно було відірвано від своєї причальної щогли. Його місцеві жителі називали «Пулхем Pig», на ім'я села Пулхем Сент-Мері, в якому його було засновано. Єдиний дирижабль класу, R.34, який став першим літальним апаратом, який здійснив трансатлантичний політ зі сходу на захід у липні 1919 р., А разом із зворотним рейсом здійснив перший двосторонній перехід. Він був виведений з експлуатації через два роки, після пошкодження під час шторму. Екіпаж прозвав її «Крихітною».

## Історія
У 1916 році, коли дирижаблі цього класу знаходилися на стадії проєктування, всякі контракти з німецькою компанією Zeppelin L 33 були розірвані, й ангари компанії в Англії були знесені. Протягом місяців дирижабль, захоплений англійцями, детально вивчався. На основі захопленого німецького примірника було вирішено створити два дирижаблі: R 33 і R 34. Збір почали в 1918 році. Гондола управління була надійно закріплена на дирижаблі. Кормова гондола, в якій розташовувався двигун, мала спеціальну конструкцію, яка дозволяла ізолювати обладнання корабля від вібрацій. Проміжок між двома гондолами перекривався, і, тому, вони здавалися цільною конструкцією. На кораблі були розміщені п'ять двигунів Sunbeam Maori потужністю 275 л. с. Гвинти були штовхають.

## Застосування

### R.33
6 березня 1919 року відбувся перший політ даного дирижабля. Потім дирижабль відправили в RAF Pulham, Норфолк

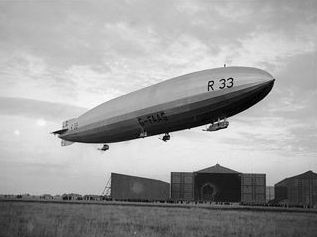
R33

На той час корабель здійснив 23 рейси загальною тривалістю 337 годин. У 1920 році був знятий з озброєння, після чого дирижабль використовували в цивільних цілях і для навчання пілотів. Так само використовувався столичною поліцією. У 1925 році, після перевірки дирижаблів, R 33, що не літали чотири роки, після ремонту, були виведені з елінгу. О 09:50 16 квітня 1925 року, коли R 33 стояв на щоглі, його вдарив сильний вітер. Кріплення були розірвані, і дирижабль виявився у вільному польоті. Після декількох годин польоту корабель зміг приземлитися в Голландії.

### R.34
14 березня 1919 року був здійснений перший політ. І був доставлений на службову базу в Іст Фортуні 29 травня після 21-годинного польоту з Інчіннана. Дирижабль здійснив свою першу 56- годинну подорож на витривалість над Балтикою з 17 по 20 червня. Екіпаж кілька разів намагався здійснити трансатлантичний переліт. Тоді було вирішено спробувати здійснити перший перехід через Атлантику під командуванням майора Джорджа Скотта. Тоді було вирішено спробувати здійснити перший перехід через Атлантику під командуванням майора Джорджа Скотта.  R.34 ніколи не передбачався як пасажирський перевізник, і додаткове житло було влаштовано шляхом стропування гамаків на кіль. До випускної труби двигуна була приварена пластина для приготування гарячої їжі.
До складу екіпажу входили бригадний генерал Едвард Мейтленд та Захарі Ленсдаун як представник ВМС США.  Вільям Баллантайн, один із членів екіпажу, який планував залишитися позаду, щоб заощадити вагу, взяв талісман екіпажу, маленького таббі-кошеня на ім'я «Вопсі»; вони вийшли о 14:00 першого дня, занадто пізно, щоб їх висадити.

R.34 здійснив вдалий політ лише в липні 1919 року. 2 липня корабель і його екіпаж вилетіли з Великої Британії і 6 липня прибули в Лонг-Айленд, США. Політ тривав 108 годин в баках практично не залишилося пального.  Оскільки десант не мав досвіду поводження з великими жорсткими дирижаблями, майор Е. М. Притчард стрибнув з парашутом і таким чином став першою людиною, яка досягла американської землі повітряним шляхом з Європи. Це був перший повітряний перехід Схід-Захід через Атлантику, який був здійснений через кілька тижнів після першого польоту трансатлантичного літака. зворотний шлях до RNAS Pulham відбувся з 10 по 13 липня і зайняв 75 годин. Повернувшись в Східні фортуни для ремонту, R.34 вилетів в Хоуден, Східний Йоркшир, для навчання екіпажу.

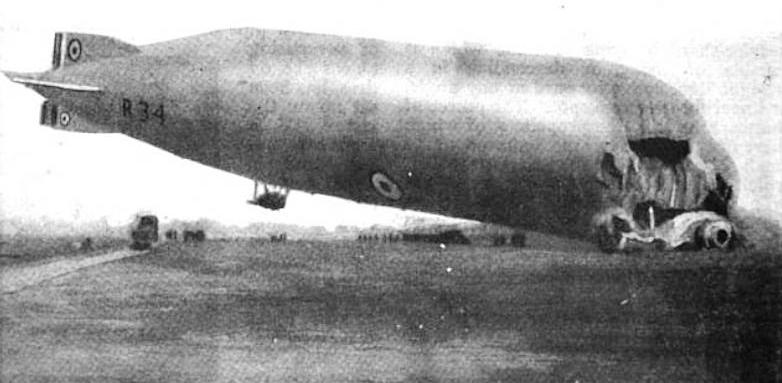

27 січня 1921 року R 34, в одному з польотів, втратив два двигуни під час шторму. Над Північним морем погода погіршилася, і сигнал про відкликання, надісланий по радіо, не був отриманий. Після навігаційної помилки судно в ніч влетіло в схил пагорба на північному Йоркширському маврі, і корабель втратив два гвинти. На повітроплавній базі дирижабль не змогли завести в елінг, і його вирішили залишити вночі надворі прив'язавши до щогли. Шторм нестихав і дирижабль отримав ще більші пошкодження і незабаром був списаний і розібраний.

## Технічні характеристики
- Екіпаж : 26 пілотів
- Довжина: 196 метрів
- Діаметр: 24 метра
- Обсяг: 55 000 м³
- Корисне навантаження: 26, 470 кг
- Силова установка: 5 × Sunbeam Maori, 275 л. с. кожен
- Максимальна швидкість: 99 км / год